# Mel Hurtig
Mel Hurtig (né le 24 juin 1932 à Edmonton en Alberta et mort le 3 août 2016 à Vancouver) est un éditeur, auteur et homme politique canadien.

## Biographie
En 1956, Mel Hurtig ouvre une librairie qui devient l'un des plus grands lieux de vente de livres au détail au Canada. Après avoir vendu ses magasins en 1972, il se concentre sur l'édition avec la fondation de Hurtig Publishers. En 1980, il lance le projet de L'Encyclopédie canadienne au coût de 12 millions et publiée en 1985. En septembre 1990, Mel Hurtig publie l'Encyclopédie junior du Canada en cinq volumes, la première encyclopédie pour jeunes Canadiens. L'Encyclopédie canadienne est devenue gratuite et accessible en ligne dans les années 90, et elle a inspiré le projet Wikipédia.
Il est l'ancien président de l'Edmonton Art Gallery et fut le président fondateur du Conseil des Canadiens de 1985 à 1987.

### Politique
Lors de l'élection fédérale de 1972, Mel Hurtig est candidat du Parti libéral dans la circonscription fédérale d'Edmonton-Ouest, mais est défait par Marcel Lambert. En 1992, Mel Hurtig est élu chef du Parti national (Canada), qu'il mène lors de l'élection de 1993 ; il ne fait toutefois élire aucun candidat. Il est lui-même candidat dans la circonscription d'Edmonton-Nord-Ouest, mais est défait par Anne McLellan.

## Honneurs
Mel Hurtig a reçu plusieurs honneurs et récompenses au cours de sa vie. En 1980, il devient Officier de l'Ordre du Canada. En 1986, il reçoit la médaille centenaire de la Société royale du Canada. Il détient de plus plusieurs doctorats honoris causa de l'Université York, l'Université Wilfrid Laurier, l'Université de Lethbridge, l'Université de l'Alberta, l'Université Concordia et l'Université de la Colombie-Britannique.

## Publications (sélection)
- (en) The Betrayal of Canada, 1991
- (en) At Twilight in the Country/Memoirs of a Canadian Nationalist, 1996
- (en) Pay the Rent or Feed the Kids, 2000
- (en) The Vanishing Country, 2002
- (en) Rushing to Armageddon, 2004